# Суикбулак
Суикбула́к (каз. Суықбұлақ) — селище у складі Жарминського району Абайської області Казахстану. Адміністративний центр Суикбулацької селищної адміністрації.
Населення — 965 осіб (2021; 1299 у 2009, 1526 у 1999, 1601 у 1989).
Станом на 1989 рік селище мало статус селища міського типу.